# بني عامر (إب)
بني عامر هي إحدى قرى الجمهورية اليمنية. تتبع جغرافيا لمحافظة إب وإداريًا لمديرية ذي السفال. يبلغ تعداد سكانها 1951 نسمة حسب الإحصاء الذي أجري عام 2004.